# عصفور الملك الشرقي
عصفور الملك الشرقي (الاسم العلمي: Tyrannus tyrannus) (بالإنجليزية: Eastern Kingbird)‏ هو نوع من الطيور يتبع جنس عصفور الملك من فصيلة عصافير الملك.